# Álvaro Colom Caballeros
Álvaro Colom Caballeros   (Ciutat de Guatemala, 15 de juny de 1951 - Ciutat de Guatemala, 23 de gener de 2023) va ser un enginyer, empresari i polític guatemalenc. Fou President de Guatemala del partit polític Unidad Nacional de la Esperanza (UNE) després que de guanyar les eleccions a Otto Pérez Molina amb un avantatge del 5,36%, segons la xifres del tribunal electoral. Va ser un dels dos candidats que va arribar a la segona volta electoral de les eleccions generals de Guatemala del 2007 el 9 de setembre del 2007. Deixà el càrrec al vencedor de les eleccions presidencials de l'11 de setembre i 6 de novembre de 2011, el conservador Otto Pérez Molina.

## Biografia
Colom és fill d'Antonio Colom Argueta i Yolanda Caballeros Ferraté i nebot de Manuel Colom Argueta, antic alcalde de Ciutat de Guatemala que va ser assassinat pels militars el 1979 just després de la creació del seu partit polític. És el quart fill de cinc: Yolanda, Antonio, Carlos i Elisa. També és pare d'Antonio Colom Szarata, músic baixista del grup de pop rock Viento en Contra.
Va estudiar tota la Primària i Secundària al Liceo Guatemala "Col·legi de l'Orde Catòlica Marista". Després de titular-se com a enginyer industrial a la Universitat de San Carlos de Guatemala (USAC), es va convertir en un empresari i en funcionari públic. Va ser Viceministre d'Economia i el primer Director General del Fondo Nacional para la Paz (Fons Nacional per a la Pau), FONAPAZ, entre 1991 i 1997; es va convertir així en una de les figures públiques més reconegudes del país.
Representant a l'exguerrilla d'esquerra es va presentar a les eleccions presidencials de 1999, on va obtenir el tercer lloc, darrere d'Alfonso Portillo i Óscar Berger, per la qual cosa va quedar desqualificat per accedir a la segona volta; poc després va fundar un nou partit denominat Unitat Nacional de l'Esperança (UNE) i es va postular una vegada més a la presidència, aquesta vegada per a les eleccions de 2003. En aquesta ocasió va obtenir el segon lloc, sent vençut en segona volta per Berger el 28 de desembre, fins que finalment va resultar elegit president en els comicis de novembre de 2007, en vèncer al general Retirat, Otto Pérez Molina. Els principals reptes del seu govern són el combat al narcotràfic, analfabetisme, reducció de la pobresa extrema i conscienciació del paper dels sindicats en l'economia nacional.
El mateix Colom ha indicat que pertany a la ideologia política de la socialdemocràcia. Com a part de la seva ideologia, ha implementat programes de redistribució de la riquesa, com ara la Cohesió Social i els menjadors solidaris. Tanmateix aquests programes, han estat durament criticats a causa de la dificultat i eventual impossibilitat per fiscalitzar-lo.
A més ha estat durament criticat per un alt incompliment dels seus compromisos, i la possibilitat d'aplicar un nou paquet fiscal on hom té previst un polèmic impost a l'ús del telèfon mòbil
El 7 de maig del 2010 el canceller Haroldo Rodas li va lliurar l'Orde del Quetzal que reben tots els presidents guatemalencs.